# Oué (Gayéri)
Pour les articles homonymes, voir Oué.
Oué est une commune rurale située dans le département de Gayéri de la province de la Komondjari dans la région de l'Est au Burkina Faso.

## Santé et éducation
Le centre de soins le plus proche de Oué est le centre médical ainsi que le centre de santé et de promotion sociale (CSPS) de Gayéri.